# Дом начального училища (Козелец)
Дом начального училища, или Дом, где в марте 1919 года проходил Первый уездный съезд Советов Козелеччины, — памятник истории местного значения в Козельце. Сейчас здесь размещается гимназия № 1.

## История
Решением исполкома Черниговского областного совета народных депутатов трудящихся от 17.11.1980 № 551 присвоен статус памятник истории местного значения с охранным № 782 под названием Дом, где в марте 1919 года проходил Первый уездный съезд Советов Козелеччины. На фасаде дома установлена охранная доска с названием Историческое здание.
Приказом Департамента культуры и туризма, национальностей и религий Черниговской областной государственной администрации от 12.11.2015 № 254 для памятника используется новое названием — Дом начального училища.

## Описание
Дом построен в 1912 году местным земством для 4-классного начального училища.
Одноэтажный, каменный, неоштукатуренный, покрашенный, П-образный в плане дом. Общая площадь дома — 360 м². Главный северный фасад с боковыми ризалитами, которые соответствуют западному и восточному флигелям дома. Фасад украшен орнаментальной кирпичной кладкой, акцентирован пилястрами, завершается венчающим карнизом, над карнизом дома — аттик. Вход с арочным козырьком, который украшен кованным литьём.
В этом доме 14 марта 1919 года проходил Первый уездный съезд Советов рабочих, крестьянских и красноармейских депутатов. Здесь был избран исполком и его отделы: управления, земельный, военный, юстиции, народного образования, социального обеспечения, труда, продовольствия, народного хозяйства и охраны здоровья. Возглавил исполком П. С. Волошин (1893—1934) — глава Козелецкого уездного парткома и ревкома.
В 1973 году на фасаде 8-летней школы № 1 (улица Свердлова, дом № 1) была установлена мемориальная доска Первому съезду (мрамор, 0,6×0,5 м); ныне демонтирована.
На фасаде дома по обе стороны от входа установлены две мемориальные доски: академику Владимиру Александровичу Неговскому, который здесь учился в 1920—1924 годы, и лауреату Государственной премии СССР В. Е. Сутоняко, который окончил это учебное заведение в 1939 году.